# وایدبی–برنت
وایدبی-برنت (انگلیسی: Wide Bay–Burnett)نام یکی از مناطق ایالت کوئینزلند است که در ۱۷۰ کیلومتری شمال بریزبن پایتخت این ایالت قرار دارد.